# Zétény Dombi
Zétény Dombi (* 17. April 1975 in Budapest) ist ein ehemaliger ungarischer Leichtathlet, der sich auf den Sprint spezialisiert hat.

## Sportliche Laufbahn
Erste internationale Erfahrungen sammelte Zétény Dombi im Jahr 2000, als er bei den Halleneuropameisterschaften in Gent mit der ungarischen 4-mal-400-Meter-Staffel in 3:09,35 min gemeinsam mit Péter Nyilasi, Attila Kilvinger und Tibor Bédi die Bronzemedaille hinter den Teams aus Tschechien und Deutschland gewann. Im September nahm er mit der Staffel an den Olympischen Sommerspielen in Sydney teil und schied dort mit 3:08,77 min in der ersten Runde aus. Daraufhin beendete er seine aktive sportliche Karriere im Alter von 25 Jahren.

## Persönliche Bestzeiten
- 400 Meter: 46,10 s, 18. März 2000 in Pietersburg
  - 400 Meter (Halle): 47,73 s, 1. Februar 1997 in Budapest